# Agrotis mollis
Agrotis mollis là một loài bướm đêm trong họ Noctuidae.